# Emin Ağayev
Emin Ağayev   (Bakú, 10 d'agost de 1973) és un exfutbolista azerbaidjanès de la dècada de 1990.
Fou 65 cops internacional amb la selecció de l'Azerbaidjan. Pel que fa a clubs, defensà els colors de Neftchi Baku PFC, FC Anzhi Makhachkala, FC Khimki i FC Baltika Kaliningrad, entre d'altres.